# Stefano Stefani
Stefano Stefani (Vicenza, 29 settembre 1938 – Costabissara, 30 aprile 2024) è stato un politico e imprenditore italiano.

## Biografia
Nato il 29 settembre 1938 a Vicenza, ma residente a Costabissara, primo di quattro figli, dopo aver conseguito la licenza media inferiore abbandonò la scuola e gli studi per affiancare la madre Lucinda, rimasta vedova giovanissima, nel nascente commercio di oreficeria. Fu questo precoce ingresso nel mondo del lavoro che in seguito lo portò a diventare un imprenditore orafo.
Nel 1963 fondò la Stefano Stefani srl, azienda specializzata nell'importazione e l'esportazione di pietre preziose, con particolare attenzione ai mercati indiani e sudamericani.
Successivamente divenne presidente della Sezione Orafi di Confindustria Vicenza.
Iniziò a fare politica con la Lega Nord di Umberto Bossi a partire dai primi anni '90, ricoprendo diversi incarichi all'interno del partito come segretario provinciale di Vicenza dal 1992 al 1994, Responsabile esteri, Responsabile media e presidente federale del partito dal 18 maggio 1995 al 22 febbraio 2002, contribuendo in modo determinante alla nascita dei mass media della Lega Nord come La Padania, quotidiano ufficiale del partito, e Radio Padania Libera.
Alle elezioni politiche del 1994 fu candidato al Senato della Repubblica nel collegio maggioritario di Vicenza, sostenuto dalla coalizione di centro-destra Polo delle Libertà in quota leghista, dove fu eletto per la prima volta senatore con il 41,99% dei voti contro i candidati del Patto per l'Italia, in quota Partito Popolare Italiano, Mario Zocche (22,53%), dei Progressisti Antonio Franco Dal Maso (17,13%), di Alleanza Nazionale Tonino Assirelli (8,66%) e la Lega Autonomia Veneta Enzo Trentin (6,36%). Nella XII legislatura della Repubblica fu componente della 8ª Commissione Lavori pubblici, comunicazioni, in sostituzione del sottosegretario ai trasporti Sergio Cappelli, e della 10ª Commissione Industria, commercio, turismo.
Stefani fu eletto senatore nella XV Legislatura (2006-08) e deputato nella XIII, XIV e XVI Legislatura (1996-2006 e 2008-13). Fu presidente della III Commissione permanente Affari Esteri e Comunitari della Camera dei deputati e si collocò fra i dieci deputati più produttivi per quantità ed efficacia dell'attività svolta.
Ricoprì le cariche governative di sottosegretario del Ministero delle Attività produttive durante il governo Berlusconi II e sottosegretario del Ministero dell'Ambiente e del Territorio durante i governi Berlusconi II e Berlusconi III.
In una lettera aperta del 2003 su La Padania, durante il suo mandato come sottosegretario, Stefani definì i tedeschi “biondi stereotipati dall'orgoglio ipernazionalista” che “invadono rumorosamente le nostre spiagge ma sul loro quotidiano più letto, la Bild (…) non dimenticano di menzionare (…) il numero dei furti d'auto a Rimini o addirittura le ultime statistiche dei morti di mafia in Sicilia”. Tale invettiva di Stefani fu in risposta a Martin Schulz, allora eurodeputato socialista, protagonista di uno scontro con Silvio Berlusconi a Strasburgo, definito “ubriaco di tronfie certezze”, abituato a sentirsi “primo della classe” e ad assumere “atteggiamenti protervi”. La lettera di Stefani causò la cancellazione delle ferie del cancelliere tedesco Gerhard Schroeder in Italia, e la vicenda si concluse con le dimissioni di Stefani da sottosegretario. Stefani venne poi reintegrato come sottosegretario nel dicembre 2004.
Alle elezioni amministrative del 2003 si candidò a sindaco di Vicenza, sostenuto solo dalla Lega Nord, non avendo stretto un patto con la Casa delle Libertà. Al primo turno Stefani raccolse il 9,63% dei voti, arrivando terzo e non accedendo al ballottaggio, per cui si apparentò al secondo turno col sindaco uscente Enrico Hüllweck.
Il 5 aprile 2012 il consiglio federale della Lega Nord lo nominò nuovo tesoriere del partito subentrando al dimissionario Francesco Belsito coinvolto in un'inchiesta su presunti fondi neri al partito che portarono anche alle dimissioni di Umberto Bossi da segretario federale. Stefani fu affiancato da un nuovo comitato amministrativo di tesoreria composto da Roberto Simonetti e Silvana Comaroli, sostituenti i senatori Roberto Castelli e Piergiorgio Stiffoni, membri del comitato durante la gestione Belsito. Il consiglio deliberò inoltre che il comitato amministrativo sottoponnesse immediatamente ad una società di revisione contabile esterna la certificazione della situazione patrimoniale della Lega Nord. Stefani fu anche presidente della Lega Nord Estero. 

## Vita privata
Grande appassionato di sci, ricoprì dal 1978 al 1992 la carica di presidente della Commissione Nazionale Sci della FIE.

## Inchieste giudiziarie
Stefani fu coinvolto nelle inchieste giudiziarie sul fallimento del villaggio turistico "Skipper" ad Umago, della Credieuronord, e nel caso dei finanziamenti pubblici a Il Giornale d'Italia.
Nel caso del villaggio Skipper, Stefani fu raggiunto da un avviso di garanzia della procura di Padova nel luglio 2004 per bancarotta fraudolenta (poi passata a bancarotta semplice) riguardo al fallimento della società "Ceit", intermediaria nell'investimento. Stefani fu assolto nel dicembre 2011 "per non aver commesso il fatto", dopo aver risarcito 500.000 euro ad una banca carinziana.
Nel 2000 Stefani, assieme a Maurizio Balocchi, tesoriere della Lega prima di Belsito, furono i due sottosegretari a sedere nel CdA della banca Credieuronord, sostenuta da Bossi e finanziata tramite 3.000 sottoscrizioni nelle sezioni leghiste. A seguito del fallimento, rilevato da Bankitalia nel 2003, la banca "padana" fu rilevata dalla Banca Popolare di Lodi di Gianpiero Fiorani. Il Carroccio offrì come pegno la storica sede di via Bellerio, la scuola leghista di Varese e il prato di Pontida, per evitare la bancarotta e la perdita dei risparmi dei sottoscrittori. Stefani, assieme agli altri membri del CdA, venne colpito da una sanzione amministrativa di circa 7.000 euro comminata dal Ministero dell'Economia di Giulio Tremonti.
Nel 2007 la procura di Roma mise Stefani sotto indagini per concorso in truffa ai danni dello Stato e riciclaggio nella vicenda dei finanziamenti pubblici a Il Giornale d'Italia, usato per rastrellare 14 milioni di contributi all'editoria di partito. Stefani venne accusato di aver intascato una parte dei fondi ottenuti da Massimo Bassoli, immobiliarista ed ex direttore-editore del quotidiano, in cambio del “patrocinio” prestato o promesso dalla Lega. Bassoli versò alla Lega 117.000 euro, contabilizzati in bilancio; le intercettazioni di Bassoli non poterono essere utilizzate in indagine secondo la legge Boato, e la posizione di Stefani venne archiviata.

## Onorificenze
Fu nominato Cavaliere dell'Ordine al merito della Repubblica italiana nel 1978, con decreto del presidente della Repubblica Sandro Pertini, mentre nel 1987 fu nominato Cavaliere ufficiale dell'Ordine al merito della Repubblica italiana dal presidente della Repubblica Francesco Cossiga.